# Else Buschheuer
Else Buschheuer (12 de diciembre de 1965, Eilenburg, Alemania), es una escritora alemana no binaria.

## Vida
Else Buschheuer creció en la República Democrática Alemana y obtuvo el cambio de su nombre de nacimiento por el de Else. Después de graduarse en la escuela secundaria en Potsdam en 1984, estudió Bibliotecología en la Escuela Técnica de Información Científica y es Bibliotecaria diplomada. 
Trabajó en la Biblioteca central de la Charité y como librera en la empresa de propiedad popular Bergmann Borsig.
En 2019, Buschheuer hizo salir del armario a una lesbiana en un programa de entrevistas. En una entrevista concedida a Deutschlandfunk en 2021, Buschheuer habló de su pasión por bailar tango queer y de la superación de los rígidos roles de género: "Bailar tango queer te hace sentir eso. Donde a veces diriges, a veces te dejas dirigir, se suspende el reparto de papeles entre hombre y mujer".

## Obra
Después de la reunificación, trabajó como periodista independiente para diferentes periódicos y revistas (Super Ossi, Super!, Zitty, Der Tagesspiegel, Die Welt, die Tageszeitung, Emma, Der Spiegel, Stern. B.Z ) y cadenas de televisión (Spiegel TV Magazin - RTL, Akte - Reporter decken auf - Sat 1). Desde 1997 hasta 1998 realizó el pronóstico del tiempo para n-tv, desde 1998 hasta mayo de 2001 para ProSieben, y desde enero de 2000 para N24.
Buschheuer vivió en Nueva York de 2001 a 2005. En su diario en Internet narró los ataques del 11 de septiembre, suministrando un relato muy personal de los eventos. Desde agosto de 2005 hasta diciembre de 2006 formó parte junto con Jan Hofer y Roberto Cappelluti del equipo moderador del programa Riverboat de la Central German Radio. Desde 2007 hasta 2013 condujo la revista de cine Kino Royal para la misma emisora. 
En el año 2010 su novela Masserber fue llevada a la pantalla grande con Anna Fischer en el papel protagónico. Cerca de 4 millones de espectadores lo vieron en televisión. 
Else Buschheuer escribió para el Spiegel, la Süddeutsche Magazin, la taz, la Weltwohe, el Tagesspiegel y para otros organismos. De 2008 a 2012 creó y escribió para el MDR Figaro la columna semanal "Gladiador de la vida cotidiana", incluyendo entre otros elementos la polémica columna "Por ejemplo viejos". Ésta continuó después en formato impreso en la revista. En 2009 cerró su diario en Internet señalando que todos los imbéciles escriben un blog en estos días. También se despidió de Facebook. Sin embargo siguió activa en Twitter. Los coros de Buschheuer, que llevan su nombre, y que habían estado ensayando desde el 2013 con grandes celebridades, también han sido cancelados. En 2015 trabajó como editora de la autobiografía de Thomas Gottschalk, Herbstblond. 
Else Buschheuer posee certificados en constelaciones familiares (2015), Reiki (2004), como Dominatrix (2013) y como asistente de hospicio (2007).

## Premios
- 2019: Premio Deutscher Reporterpreis, en categoría ensayo.[11][12]

## Publicaciones

### Libros
- ¡Lla! ¡ma! ¡me!. Novela. (Diana - Verlag 2000) ISBN 3-453-35104-5.
- Masserberg. Novela (Diana - Verlag 2001) ISBN 3-8284-0049-3
- Baile de boda. Antología. (Rowohlt Taschenbuch Verlag 2003) ISBN 978-3-499-23368-5
- Venus. Novela (Diana - Verlag 2005) ISBN 3-453-29012-7
- La maleta. Novela (Diana - Verlag 2006) ISBN 978-3-453-35194-3
- ¡Quédate loco! Libro de divulgación (Aufbau Verlag 2012) ISBN 978-3-351-02743-8
- Besos franceses con hienas. Novela. (Aufbau Verlag 2013) ISBN 97-3-351-03536-5
- ¿A quién más salvar aquí? Sobre el amor, la muerte y la ayuda. (Heyne Verlag 2019) ISBN 978-3-453-202887

### Weblog
Else Buschheuer fue una de los primeros autores alemanes en llevar un diario de Internet. Publicó algunos extractos del mismo en libros:
- www.else-buschheuer.de (2002) contiene los informes del 11 de septiembre. ISBN 3-462-03095-7
- ¡Hacer clic! ¡Me! ¡A! (2002) da los inicios de su diario. ISBN 3-8311-4595-4
- www.else.tv. El diario de Nueva York 2 (2003) ISBN 3-8334-0033-1
- Calcuta - Eilenburg - Barrio chino. El diario de Nueva York 3. Diciembre de 2003 - agosto de 2004 (2004)
- Harlem Bangkok Berlín. El diario de Nueva York IV. (2005) ISBN 3-8334-3526-7
- Tipos, piezas rotas y bon mots. Lo mejor del diario (2006)
- Diario de Leipzig, Salier Verlag (2007) ISBN 3-939611-08-5
- ¡No a la violencia!: diarios, Salier Verlag (2009) ISBN 3-939611-39-5

## Adaptaciones cinematográficas de sus obras
- 2010 Masserberg (película)